# Yuka Satō
Yuka Satō (japonês: 佐藤 有香, Hepburn: Satō Yuka, Tóquio, 14 de fevereiro de 1973) é uma ex-patinadora artística japonesa. Ela disputou nos Jogos Olímpicos de Inverno de 1992 e 1994, e foi campeã do Campeonato Mundial em 1994.

## Vida pessoal
Yuka Sato nasceu e mora em Tóquio. Seu pai, Nobuo Satō, competiu nos Jogos Olímpicos de Inverno de 1960, e junto com sua mãe nos Jogos Olímpicos de Inverno de 1964, Kumiko Okawa, que competiu nos Jogos Olímpicos de Inverno de 1964 e de 1968.
Sato se graduou na Universidade Hosei. Ela foi casada com ex-patinador artístico Jason Dungjen entre 1999 e 2013.

## Principais resultados
| Resultados                                            | Resultados        | Resultados       | Resultados    | Resultados        | Resultados        | Resultados       | Resultados    | Resultados    | Resultados    | Resultados    | Resultados    | Resultados    |
| Internacional                                         | Internacional     | Internacional    | Internacional | Internacional     | Internacional     | Internacional    | Internacional | Internacional | Internacional | Internacional | Internacional | Internacional |
| Evento/Temporada                                      | 1988– 1989        | 1989– 1990       | 1990– 1991    | 1991– 1992        | 1992– 1993        | 1993– 1994       |               |               |               |               |               |               |
| ----------------------------------------------------- | ----------------- | ---------------- | ------------- | ----------------- | ----------------- | ---------------- | ------------- | ------------- | ------------- | ------------- | ------------- | ------------- |
| Jogos Olímpicos                                       |                   |                  |               | 7.ª               |                   | 5.ª              |               |               |               |               |               |               |
| Campeonato Mundial                                    |                   | 14.ª             |               | 8.ª               | 4.ª               | Medalha de ouro  |               |               |               |               |               |               |
| Nations Cup                                           |                   |                  | 5.ª           |                   |                   |                  |               |               |               |               |               |               |
| NHK Trophy                                            |                   |                  | 5.ª           | Medalha de bronze | Medalha de bronze | Medalha de prata |               |               |               |               |               |               |
| Piruetten                                             |                   |                  |               |                   |                   | 6.ª              |               |               |               |               |               |               |
| Prague Skate                                          |                   |                  |               |                   | Medalha de ouro   |                  |               |               |               |               |               |               |
| Skate America                                         |                   |                  |               |                   | Medalha de ouro   |                  |               |               |               |               |               |               |
| Skate Canada International                            |                   |                  | 4.ª           | 7.ª               |                   |                  |               |               |               |               |               |               |
| Internacional – Júnior                                |                   |                  |               |                   |                   |                  |               |               |               |               |               |               |
| Campeonato Mundial Júnior                             | 10.ª              | Medalha de ouro  |               |                   |                   |                  |               |               |               |               |               |               |
| Nacional                                              |                   |                  |               |                   |                   |                  |               |               |               |               |               |               |
| Campeonato Japonês                                    | Medalha de bronze | Medalha de prata |               | Medalha de prata  | Medalha de ouro   | Medalha de ouro  |               |               |               |               |               |               |
| Campeonato Japonês – Júnior                           | Medalha de ouro   | Medalha de ouro  |               |                   |                   |                  |               |               |               |               |               |               |
|                                                       |                   |                  |               |                   |                   |                  |               |               |               |               |               |               |
| Legenda: Competição não foi disputada nesta temporada |                   |                  |               |                   |                   |                  |               |               |               |               |               |               |